# Caroline Lucretia Herschel
Caroline Lucretia Herschel, nemško-angleška
astronomka, * 16. marec 1750, Hannover, † 9. januar 1848, Hannover.
Caroline je bila mlajša sestra Williama Herschla. Dolgo časa je delala in sodelovala z njim pri vseh opazovanjih in preračunih. Njen največji doprinos astronomiji je odkritje osmih kometov, še posebej periodičnega kometa 35P/Herschel-Rigollet, ki nosi njeno ime. Odkrila je tudi več meglic, na primer leta 1784 razsuto kopico NGC 225 v Kasiopeji.

## Življenje in delo
Rodila se je Isaacu Herschlu in Anni Ilse Moritzen v družini glasbenikov. William je postal vojaški oboist. Brata William in Jakob sta leta 1756 odšla v Anglijo in od leta 1757 tam tudi ostala. Po očetovi smrti leta 1767 je Caroline morala skrbeti za družino. Leta 1772 se je pridružila Williamu v Angliji.
William je leta 1766 v cerkvi v Bathu, Somerset postal organist in glasbeni učitelj. Postal je zelo zaposlen zaradi organizacije javnih koncertov. Caroline je postala glavna pevka pri njegovih koncertih oratorijev. Povabili so jo tudi na Birminghamski festival, vendar je odklonila. Ni se veliko družila in je imela le malo prijateljev.
Napisala je dnevnik o bratovih opazovanjih in delu.

## Priznanja

### Nagrade
- Zlata medalja Kraljeve astronomske družbe (RAS) (1828)
- Pruska zlata medalja za znanost (1846)

### Poimenovanja
Po njej so leta 1889 imenovali asteroid 281 Lukrecija (281 Lucretia), ki ga je leta 1888 odkril Palisa. Leta 1935 so po njej imenovali krater C. Herschel na Luni.
Daljnogled Far Infrared and Sub-millimetre Telescope (FIRST) so preimenovali v Vesoljski observatorij Herschlov v čast Williama in Caroline.